# Abadía de Beauport

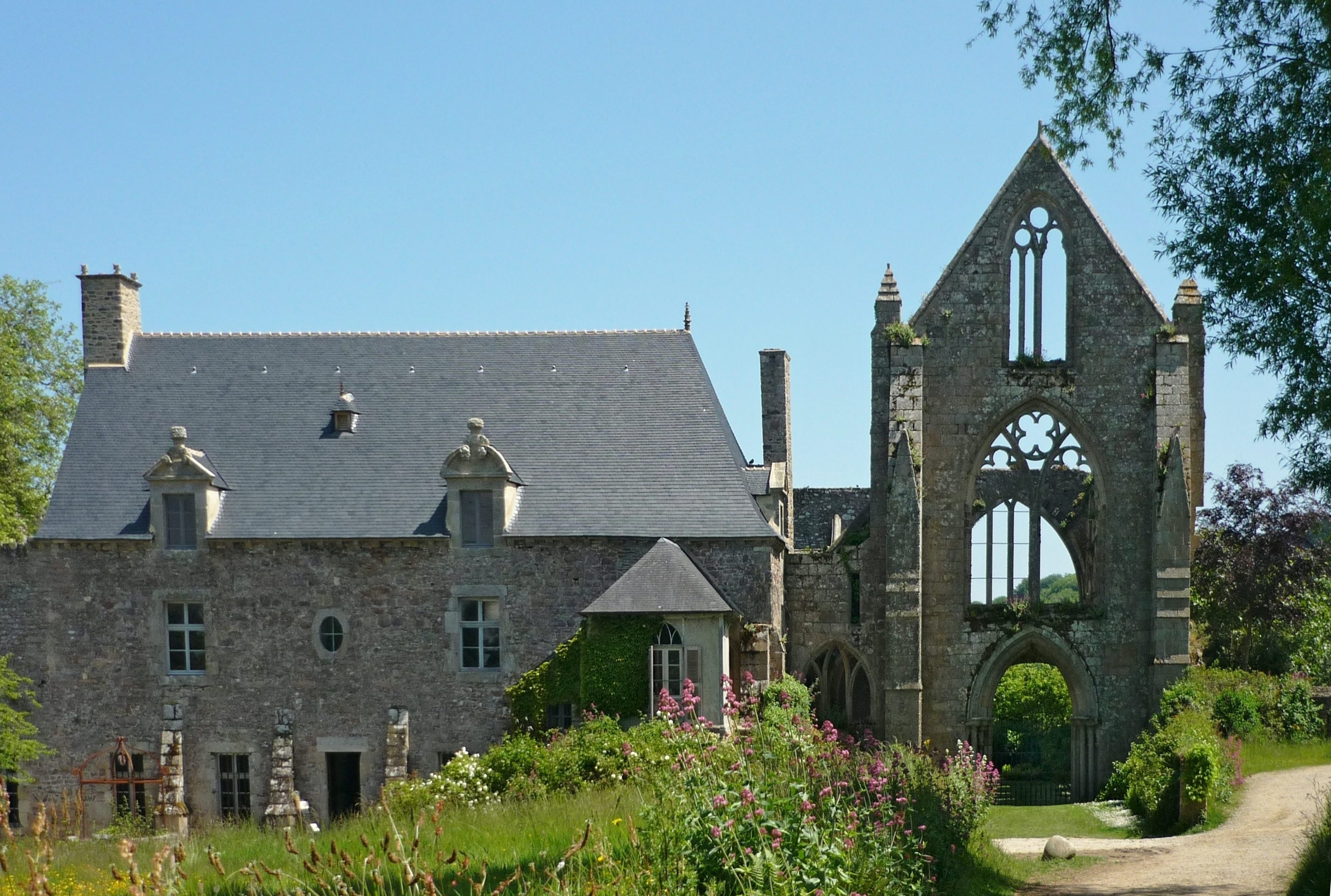
Entrada de la abadía

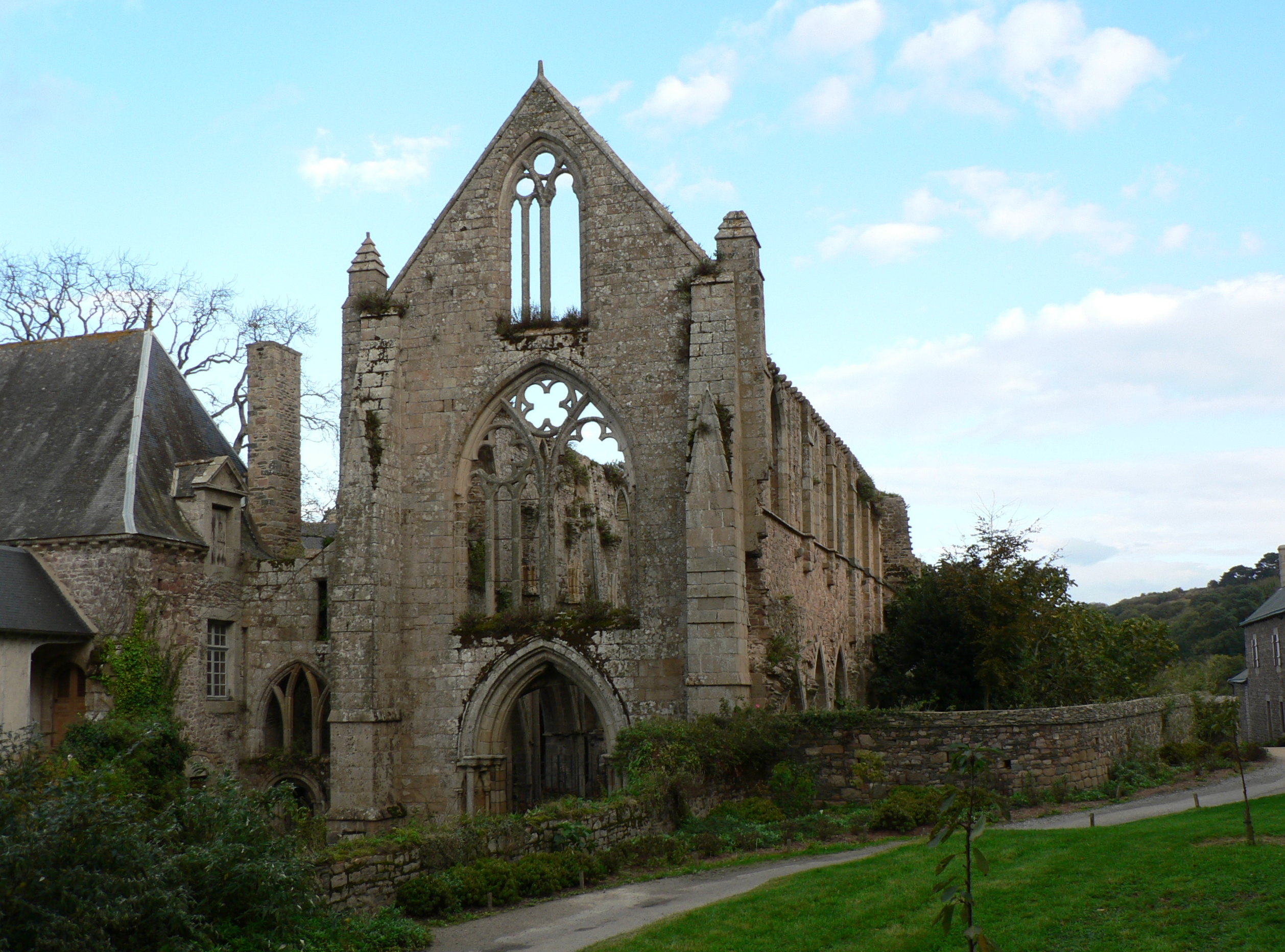
Vista de la abadía

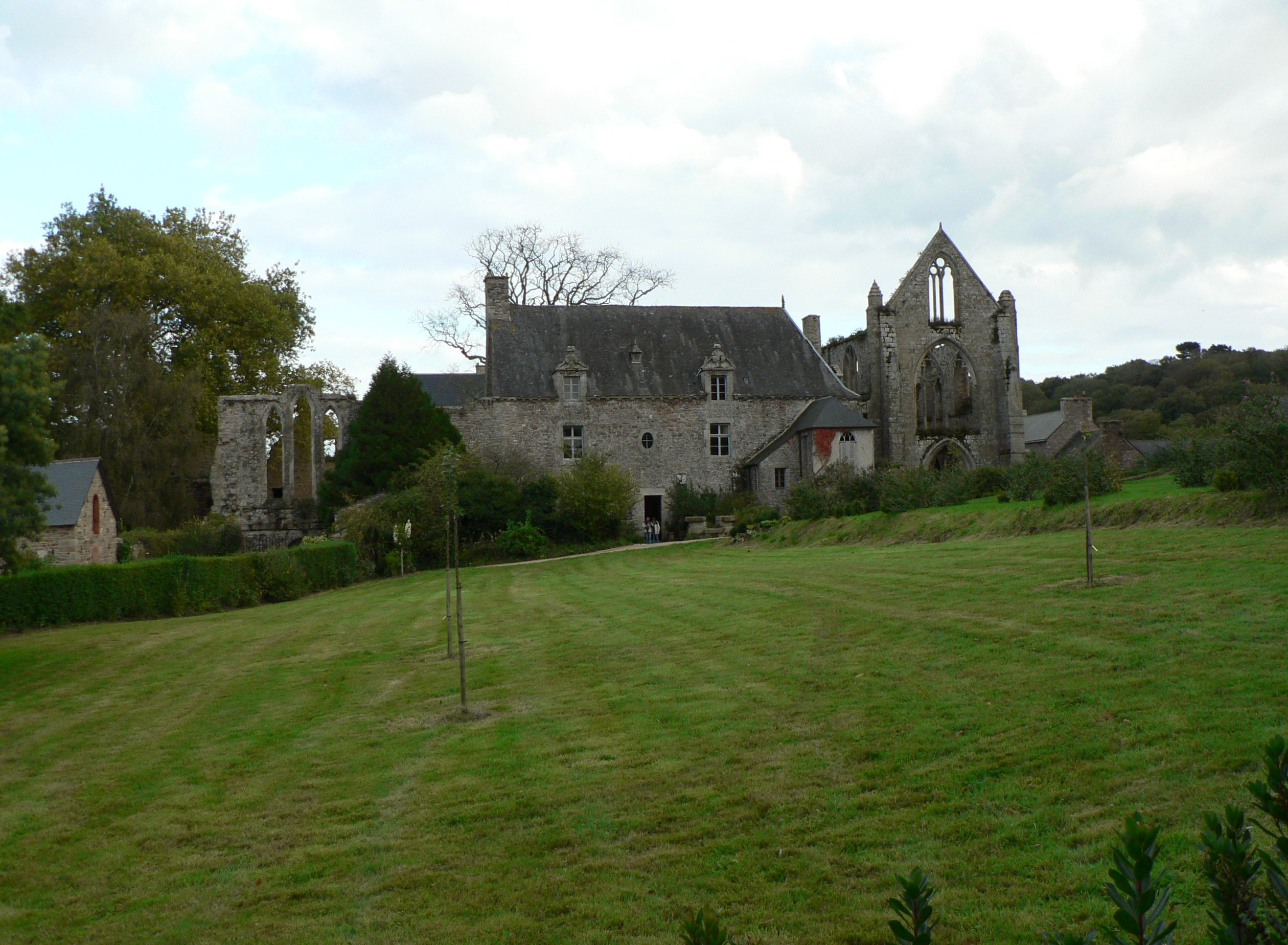
Otra vista de la abadía

La abadía de Beauport es una abadía ubicada en la comuna francesa de Paimpol (en el lugar de Kérity) perteneciente al departamento de Côtes-d'Armor en la región de Bretaña.
Históricamente, la abadía de Beauport fue uno de los puntos de salida de los peregrinos bretones que seguían en Camino de Santiago hacia la ciudad gallega de Santiago de Compostela.
Está catalogado como un Grand site de France.

## Historia
La abadía de Beauport fue fundada hace ya más de ocho siglos, en 1202, con la ayuda de Alano de Avaugour, conde de Penthièvre, y de Goëlo. Este último llamó a la comunidad de monjes regulares de la Orden de los premonstratenses existente en la abadía de La Lucerne, perteneciente a la diócesis de Avranches en Normandía. La orden de los premonstratenses había sido fundada hacia el año 1120 por Norberto de Xanten, arzobispo de Magdeburgo, en la actual Alemania, y un siglo más tarde la Orden ya contaba con casi 600 casas repartidas por toda Europa, desde Irlanda a Chipre y desde Suecia hasta Italia. Un abad general dirigía con mano de hierro lo que realmente constituía ya una auténtica empresa multinacional con una misión marcada por su fundador, san Norberto, que era la de atender las diversas iglesias parroquiales.
Para fundar una abadía, era necesario no solo dinero, sino también unas tierras sobre las que construir el monasterio y dotarle de huertas, campos de cultivo o bosques. El conde de Goëlo aceptó en el año 1202 otorgar a los premonstratenses un terreno sobre una base rocosa entre la desembocadura del arroyo de Correc procedente de Kerfot y una zona pantanosa, bautizada como «El Prado de las ocas». El grupo de premonstratenses había recibido algunas otras donaciones, y consideró que el lugar era un «beau port» (hermoso puerto) en el que podrían trabajar. Provistos de una bula papal de 1203, bula que les acordaba numerosos privilegios, construyeron los edificios de la abadía. Los monjes asegurarían la cobertura de párrocos para las iglesias parroquiales de las cercanías, y especialmente la de Kérity. No obstante, su trabajo era supervisado desde Roma por los papas. Así, en 1207, el papado escribió a la abadía de Beauport para recordar a la misma que en la región se hablaba la lengua bretona y que se debían nombrar como rectores únicamente a los monjes que hablasen dicha lengua.
La abadía mantuvo su prosperidad en los siglos XIII y XIV, y hasta finales del siglo XVII y principios del XVIII. Sufrió un acusado declive después de 1750, para ser finalmente clausurada en 1790, tras la Revolución francesa.
Louis Morand, quien fuera el propulsor en Paimpol de las pesquerías en Islandia, adquirió una parte de la abadía en 1797. El resto de la abadía pasó a ser propiedad de la comuna de Kérity.
La abadía fue protegida desde 1862 como consecuencia de su clasificación como Monument historique, debido a gestiones realizadas por Prosper Mérimée, a iniciativa del conde Poninski. Esta declaración como Monumento Histórico puso fin al pillaje del que la abadía había sido víctima durante todo el siglo XIX.
En 1992, el lugar pasó a ser propiedad del organismo encargado de la preservación del litoral bretón. Se efectuaron importantes trabajos de restauración en colaboración con el Consejo General de Côtes-d'Armor, con lo que, en pocos años, la abadía se convirtió en uno de los principales centros de atracción turística de Bretaña.